# 패트릭 피누케인
패트릭 피누케인(Patrick Finucane, 1949년 ~ 1989년 2월 12일)은 북아일랜드의 인권 변호사로, 영국 정보기관 MI5로 위장한 왕당파 준군사조직에게 암살당했다.
피누케인 피살 사건은 북아일랜드 분쟁 중에서도 가장 논쟁이 치열한 사건이다. 피누케인은 1980년대에 영국 정부를 상대로 여러 차례의 중요한 인권 판례를 승소로 이끌어 유명해졌다. 벨파스트 자택에서 아내와 자식 세 명과 함께 식사를 하다가 피격당해 총 열네 발을 맞고 절명했다. 가족들도 부상을 입었다. 2004년 9월, 얼스터 방위협회의 한 회원이 자신이 피누케인을 죽였다고 고백했다.